# Dorcadion sulcipenne
Dorcadion sulcipenne là một loài bọ cánh cứng trong họ Cerambycidae.